# Аллассёр, Жан-Жюль
Жан-Жюль Аллассёр (фр. Jean-Jules Allasseur; 1 сентября 1818, Париж — 23 марта 1903, там же) — французский скульптор.

## Биография

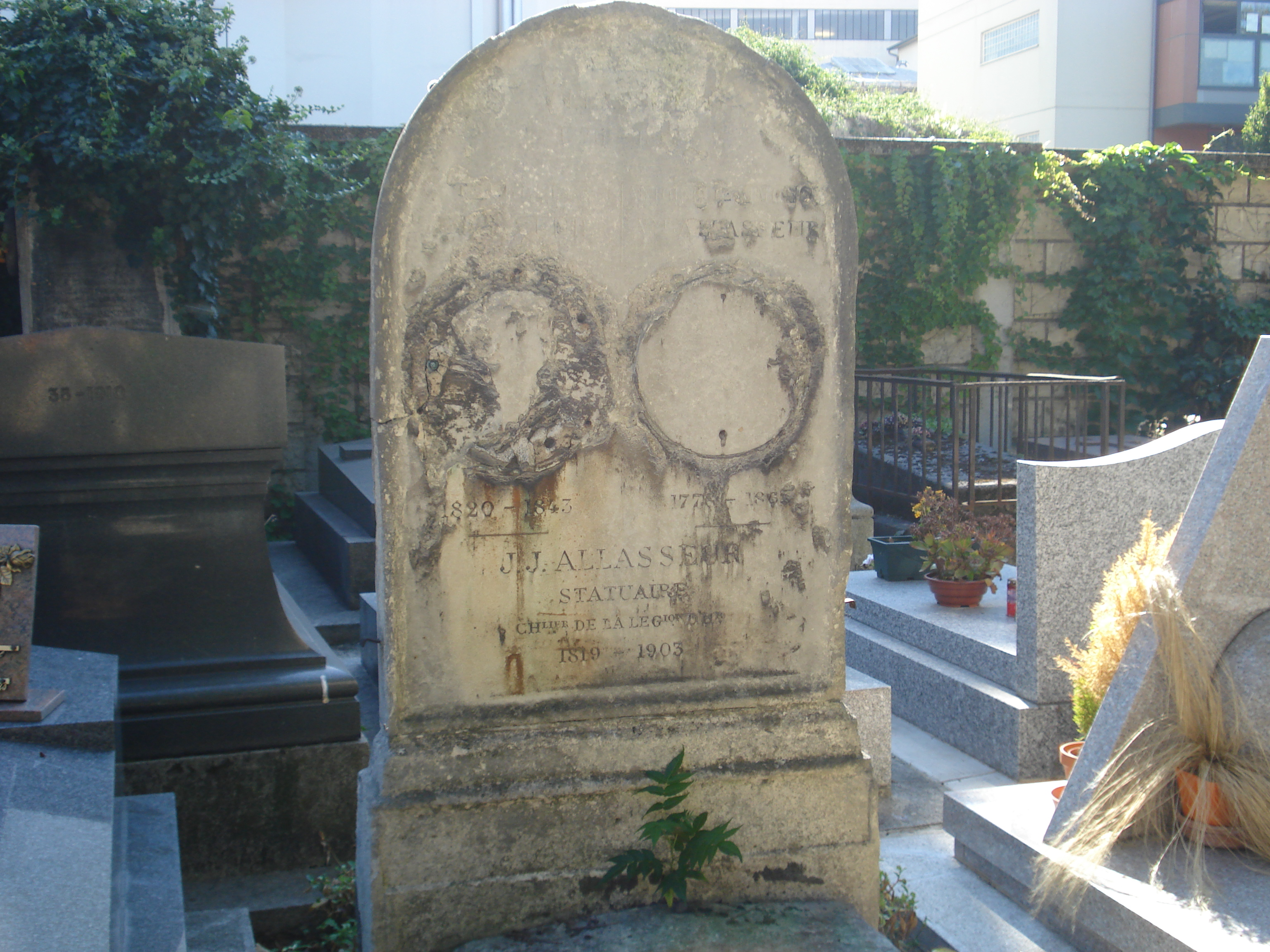
Могила Жана-Жюля Аллассёра на кладбище Монмартр в Париже

Сын Пьера Аллассёра, родившегося в Нуази-ле-Секе, и Жюли Симон. Ученик Давида д’Анже в парижской Школе изящных искусств. В 1858 году вместе с Арманом Туссеном реставрировал скульптуру д’Анже «Молодой грек», пока сам автор не вернулся из Греции в 1866 году.
При Второй империи изготавливал скульптурные портреты, аллегории, декоративные и художественные элементы по государственному заказу. Похоронен на кладбище Монмартра — парижского района, где располагалась его мастерская.

## Награды
Кавалер Ордена Почётного легиона с 7 августа 1867 года.

## Галерея

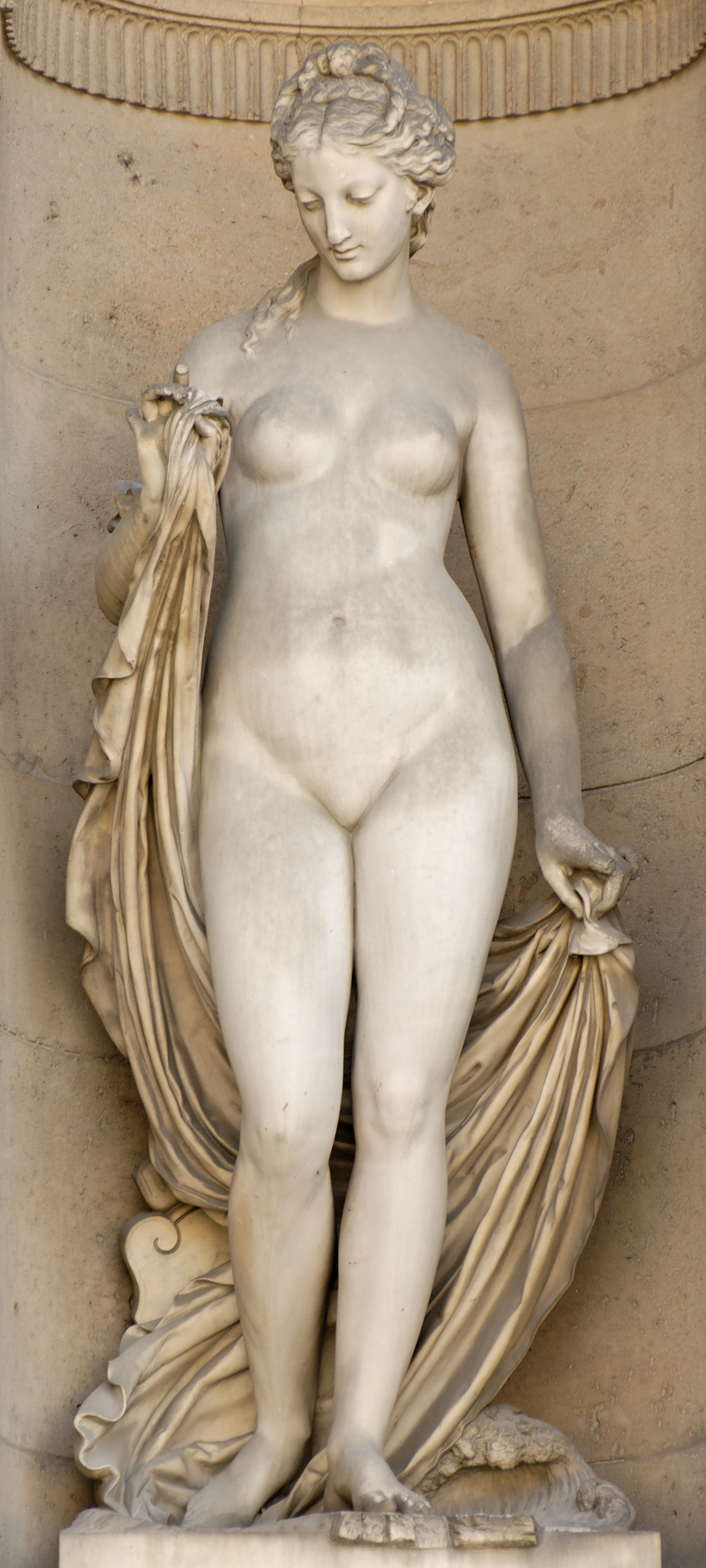
Левкофея, квадратный двор Лувра, Париж
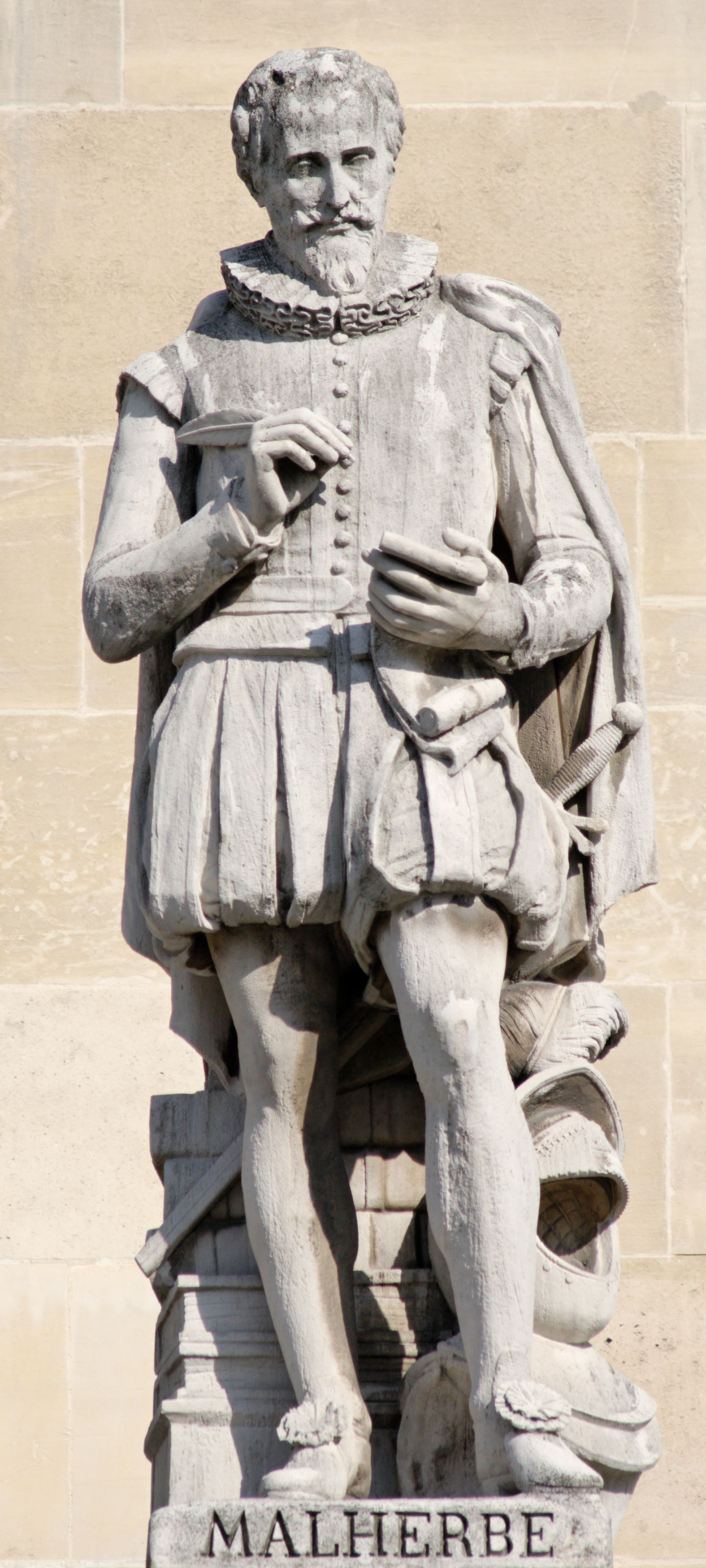
Франсуа де Малерб, Наполеоновский двор Лувра, Париж
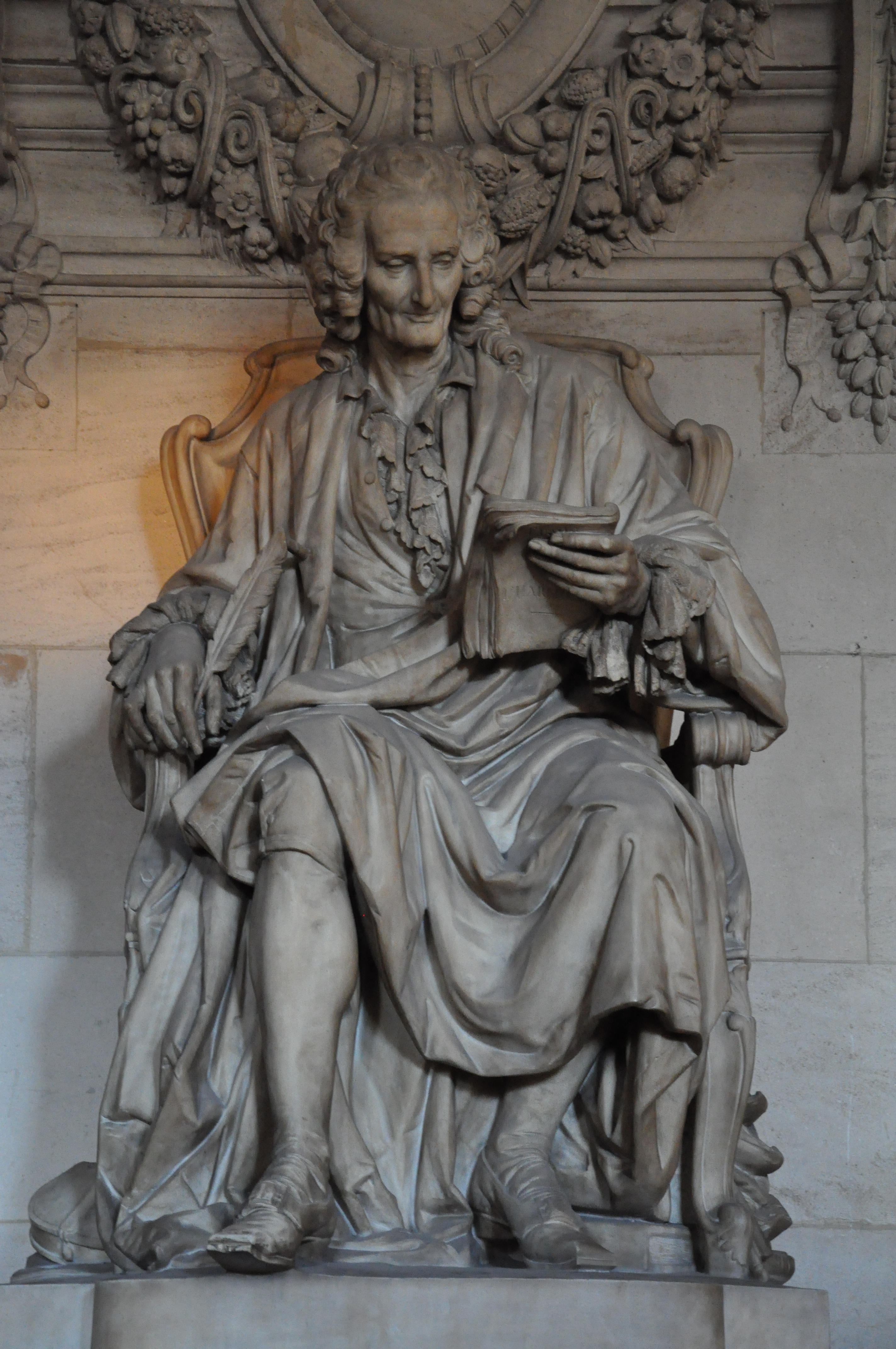
Жан-Филипп Рамо, дворец Гарнье, Париж